# 메리 미, 메리 유
《메리 미, 메리 유》(영어: Marry Me, Marry You)는 2021년 방영된 필리핀의 드라마이다.

## 등장인물
- 콜린 후스티니아노
- 안드레이 P. 레가스피
- 조머 D. 자신토
- 토니 림
- 후스티니아노
- 마르비 드 루나 자신토
- 자비에르 C. 레가스피
- 알호 니콜라스 후스티니아노
- 마틴 메르카도
- 루크 디오니시오
- 엘비라
- 카밀 미라플로르 레가스피
- 벨라 주스티아노
- 세드릭 바네즈
- 덱시 살라자르
- 켈빈 M. 자모라
- 빅터 자모라
- 에밀리오 V. 레가스피
- 루크
- 매드리갈
- 콜린
- 제이미
- 세드릭
- 패트리샤
- 자비에르
- 벤 프란시스코
- 켈빈
- 제이미 D. 자신토
- 패트리샤 프란시스코
- 빅터